# Executioner's Song
Albums de Razor
Armed & Dangerous Evil Invaders
Executioner's Song est le premier LP sorti par le groupe canadien speed/thrash metal Razor en 1985.

## Listes des titres
1. Take This Torch – 3:18
2. Fast and Loud – 4:20
3. City of Damnation – 3:45
4. Escape the Fire – 3:36
5. March of Death – 3:45
6. Distant Thunder – 4:05
7. Hot Metal – 2:21
8. Gatecrasher – 3:01
9. Deathrace – 3:30
10. Time Bomb – 3:46
11. The End – 2:08

## Musiciens
- Chant : Stace « Sheepdog » McLaren
- Guitare : Dave Carlo
- Guitare basse : Mike Campagnolo
- Batterie : Mike « M-Bro » Embro